# Cocaetilene
Il cocaetilene è un estere etilico della benzoilecgonina. È strutturalmente simile alla cocaina, che è l'estere metilico dello stesso composto chimico. Si forma in vivo nel fegato quando cocaina e alcol etilico sono contemporaneamente in circolo nel sangue.